# Islas Yasawa
Las islas Yasawa son un archipiélago formado por 20 islas volcánicas en la división Oeste de Fiyi, con un área total de 135 kilómetros cuadrados.

## Geografía
El grupo volcánico de Yasawa consiste en seis islas principales además de numerosas y pequeñas isletas. El archipiélago, es de origen volcánico y es muy montañoso, habiendo picos que miden entre 250 y 600 metros de altura. 

## Historia
El marinero británico William Bligh fue el primer europeo en ver las Yasawas en 1789 en el HMS Bounty. El Capitán Barber en el HMS Arthur visitó las islas en 1794, pero no fueron registradas hasta 1840, cuando fueron redescubiertas por los Estados Unidos en una expedición a manos de Charles Wilkes.
Las islas fueron ignoradas hasta la Segunda Guerra Mundial, cuando Estados Unidos las utilizó para espionaje y comunicaciones.

## Turismo, economía y cultura
Antes de 1987 apenas había turismo debido a las leyes de las islas, cosa que beneficiaba a los residentes locales. Después de que el gobierno de Fiyi levantara las restricciones acerca del turismo en Yasawa, un gran número de resorts y hoteles fueron instalados allí, aumentando el turismo de las islas.

## Clima en Yasawa
El clima en las Islas Yasawa es similar al de las islas Mamanuca, las temperaturas son bastantes constantes, aunque el mes más cálido es febrero, alcanzando los 30 °C. Las precipitaciones tienen diferencias notables, en su invierno es cuando menos hay siendo los meses de mayo a septiembre los mejores meses para viajar. Los tres primeros meses del año acumulan hasta 323 mm. Por lo que el turismo es mejor en los meses de invierno, con pocas lluvias y una temperatura media de 28 °C.

## Acceso a Yasawa

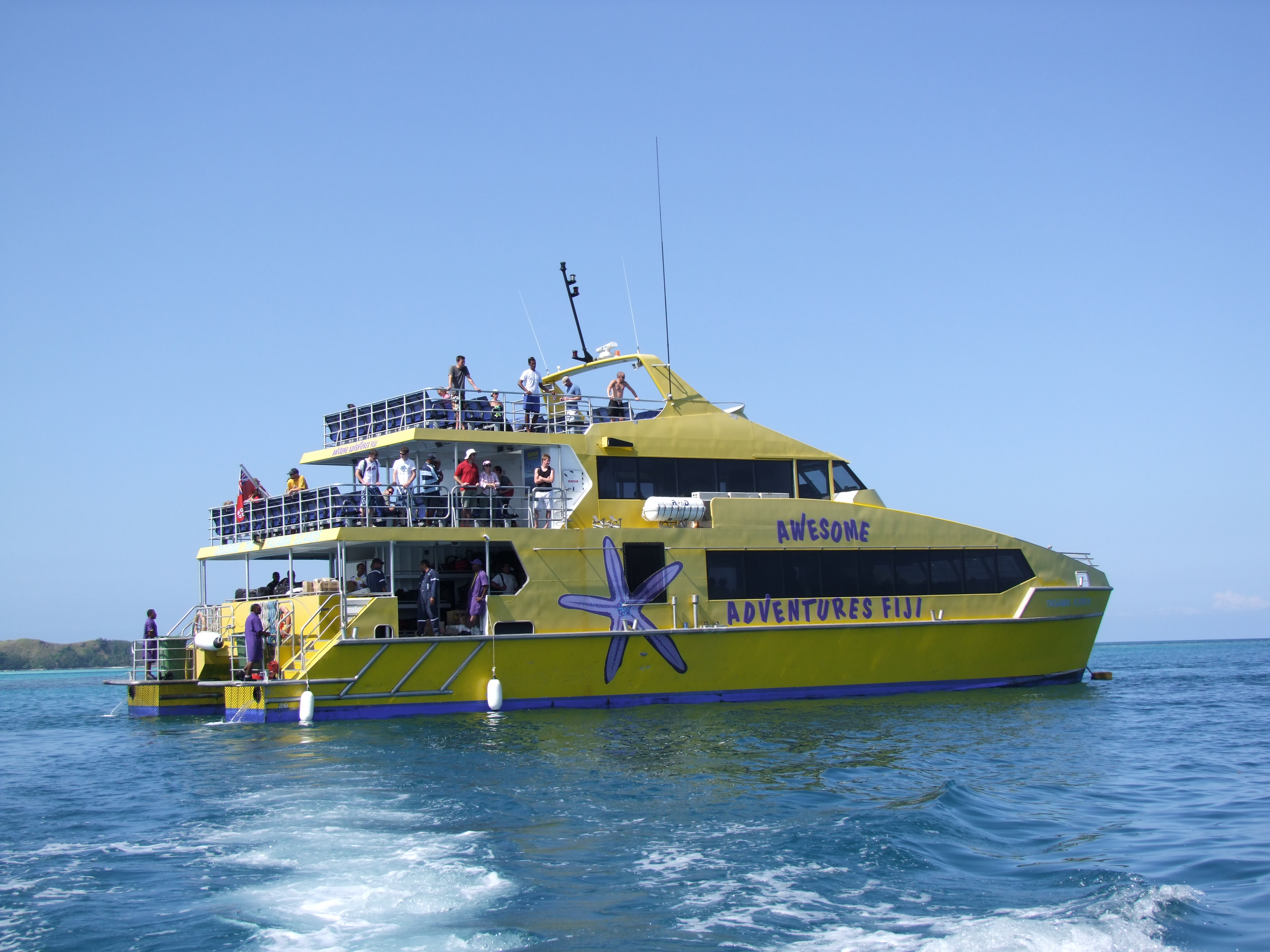
El catamarán "Yasawa Flyer" conecta el puerto de Denarau con las Islas Yasawa

Las Islas Yasawa están más limitadas que otras islas cercanas a Nadi y Denarau y aunque los vuelos generalmente también lo están los hidroaviones son una buena opción de acceso a ellas. Los helicópteros también son una buena forma de llegar y ver al isla, aunque la opción más utilizada es el catamarán.

## Galería

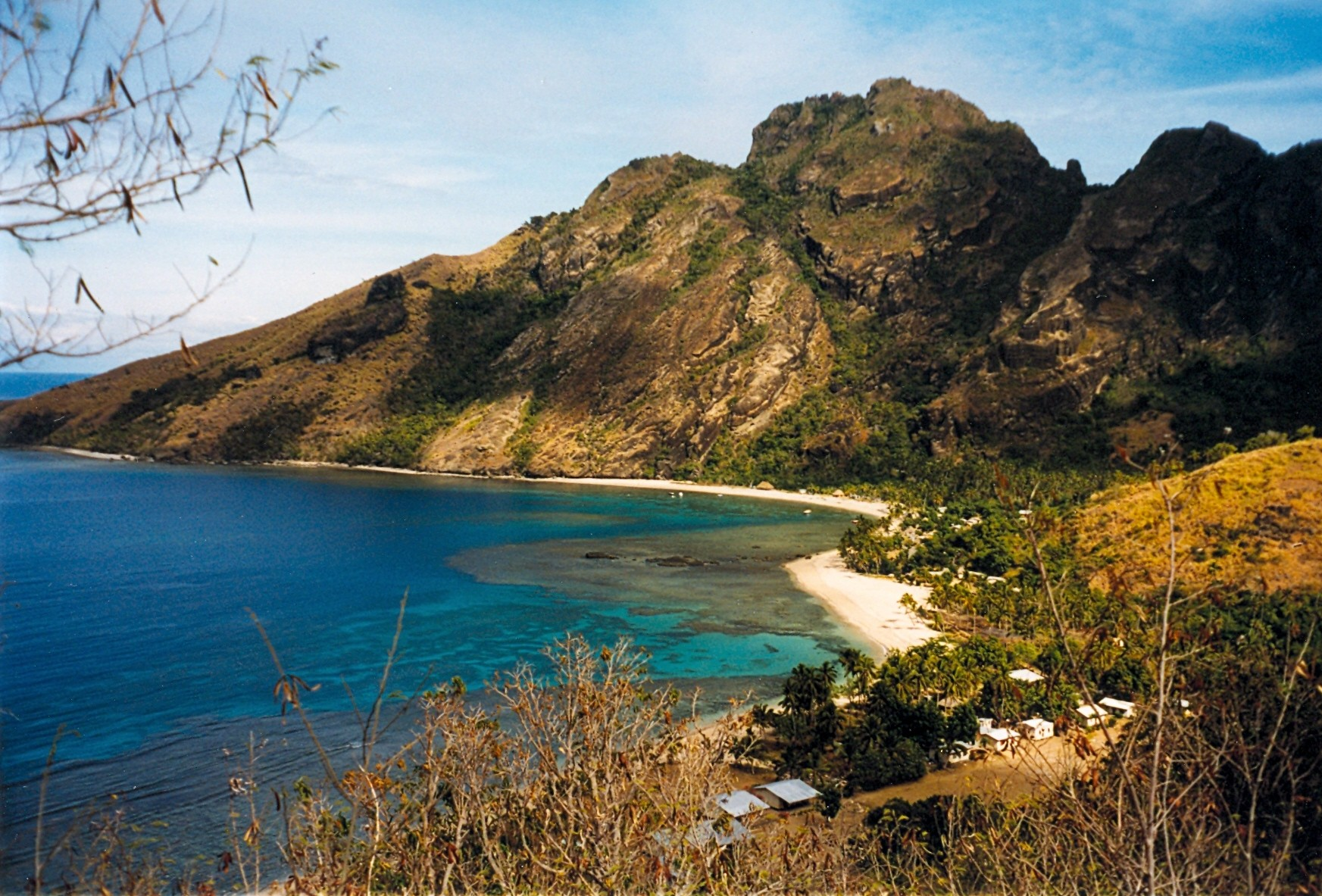
Bahía de Yalobi, Isla de Waya.
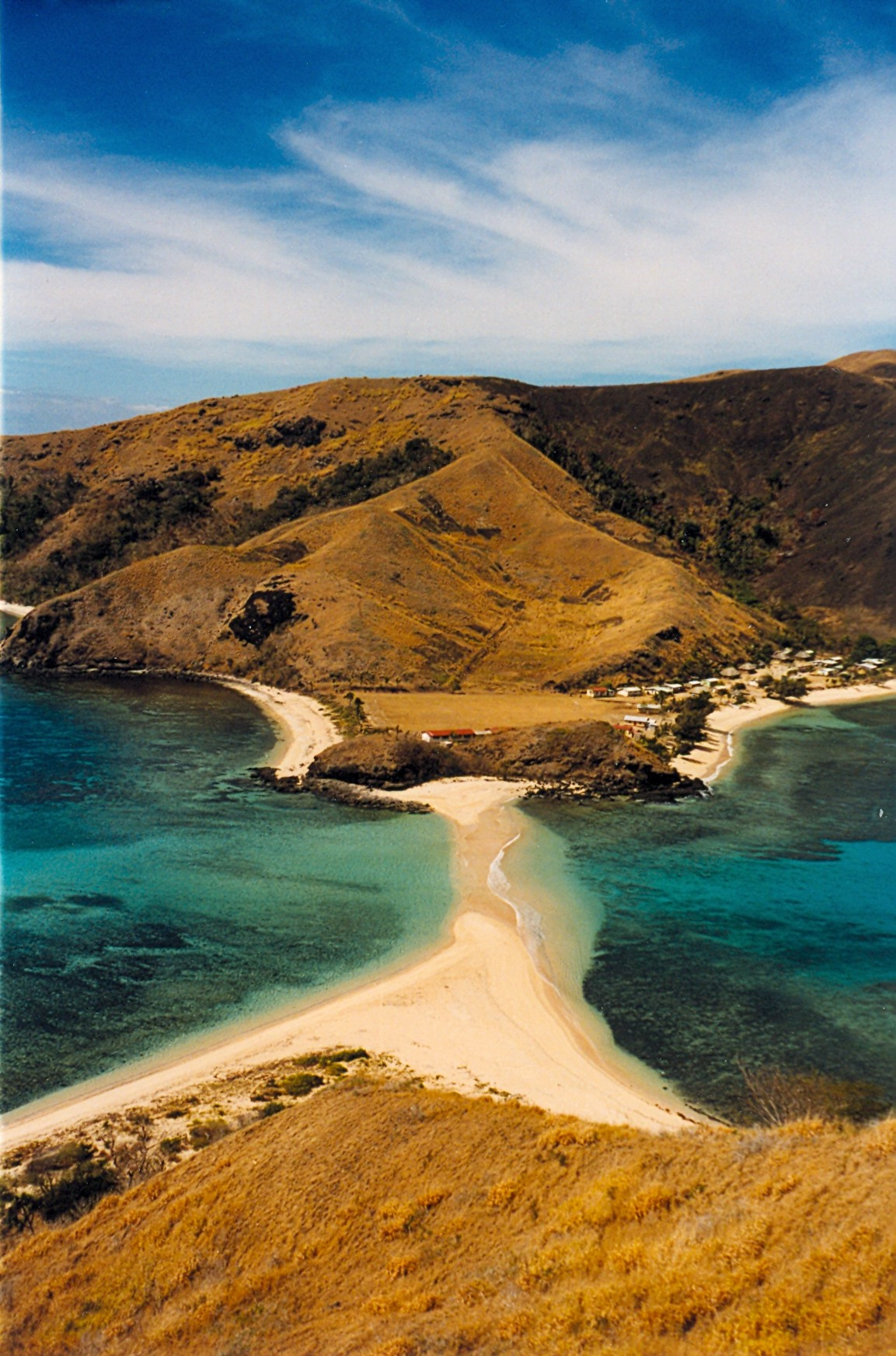
Camino de arena que conecta Waya y Wayasewa
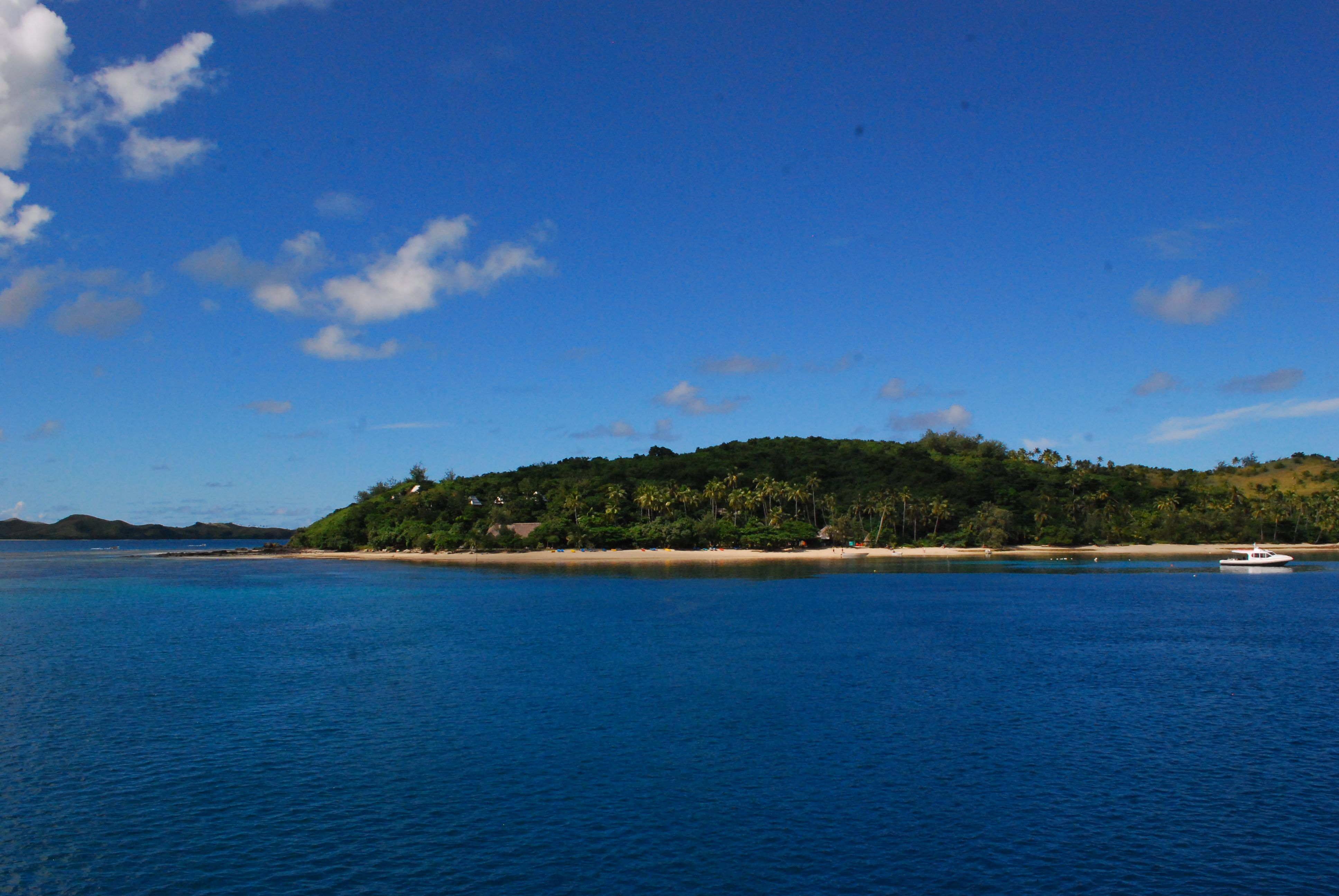
Nanuya Lai Lai